# Hierochloe helenae
Hierochloe helenae är en gräsart som beskrevs av N.S. Probatova. Hierochloe helenae ingår i släktet Hierochloe och familjen gräs.
Artens utbredningsområde är Primorye. Inga underarter finns listade i Catalogue of Life.